# Volkmar Fritsche

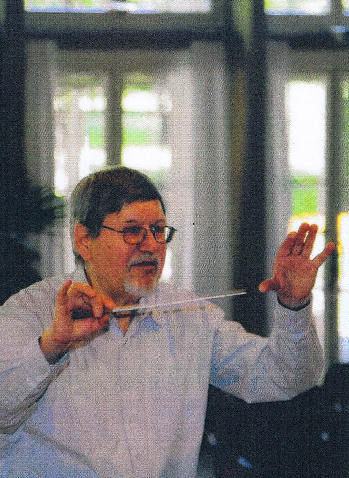
Volkmar Fritsche (Komponist und Dirigent)

Volkmar Fritsche (* 10. März 1936) ist ein deutscher Komponist und Dirigent.
Volkmar Fritsche studierte Schulmusik (Klavier und Bratsche), Dirigieren und Komposition an den Musikhochschulen in Freiburg und Stuttgart. Mit einem Fulbright-Stipendium setzte er seine Studien in den USA, an der Brandeis University, Waltham (Massachusetts) fort und wurde 1962 in Tanglewood mit dem Koussevitzky-Preis für Komposition ausgezeichnet. Zu seinen Lehrern gehörten Wolfgang Fortner, Witold Lutosławski, Volker Wangenheim, Franco Ferrara (Siena), Igor Markevitch (Monte Carlo).
Nach seiner Rückkehr nach Deutschland bearbeitete er zusammen mit Wolfgang Fortner die Beggar’s Opera (Hans Magnus Enzensberger, UA in Heidelberg, unter der Regie von Peter Palitzsch).
Volkmar Fritsche war von 1968 bis 1973 als Hochschullehrer an der Folkwang-Hochschule, Institut Duisburg tätig, wo er Jugendkonzerte mit den Duisburger Sinfonikern und 1969 in Bonn die Uraufführung von Karlheinz Stockhausens Fresco für 4 Orchestergruppen dirigierte. Im Anschluss ging er als Kapellmeister ans Staatstheater Oldenburg und dirigierte das klassische Opern- und Operettenrepertoire und die Jugendkonzerte.
Seit 1980 hat er einen Lehrauftrag an der Hochschule für Musik Trossingen für Partiturspiel für Schulmusiker, Kirchenmusiker und Kapellmeister und ist Musikdirektor der Stadt Balingen.
Volkmar Fritsche war Gastdirigent u. a. der Württembergischen Philharmonie Reutlingen, der Stuttgarter Philharmoniker, der Nürnberger Symphoniker, der Südwestdeutschen Philharmonie und verschiedener Orchester in den USA. In Russland dirigierte er die Philharmonie von Voronezh, die Ural Philharmonic Orchestra Jekaterinburg und das Moskauer Radio Sinfonieorchester. 1997 debütierte er in Japan und war Gastdireigent in Melbourne/Australien 1997, 1999 und 2002.
1997 wurde Volkmar Fritsche mit dem Bundesverdienstkreuz am Bande der Bundesrepublik Deutschland ausgezeichnet.